# Jesionowo (powiat olsztyński)

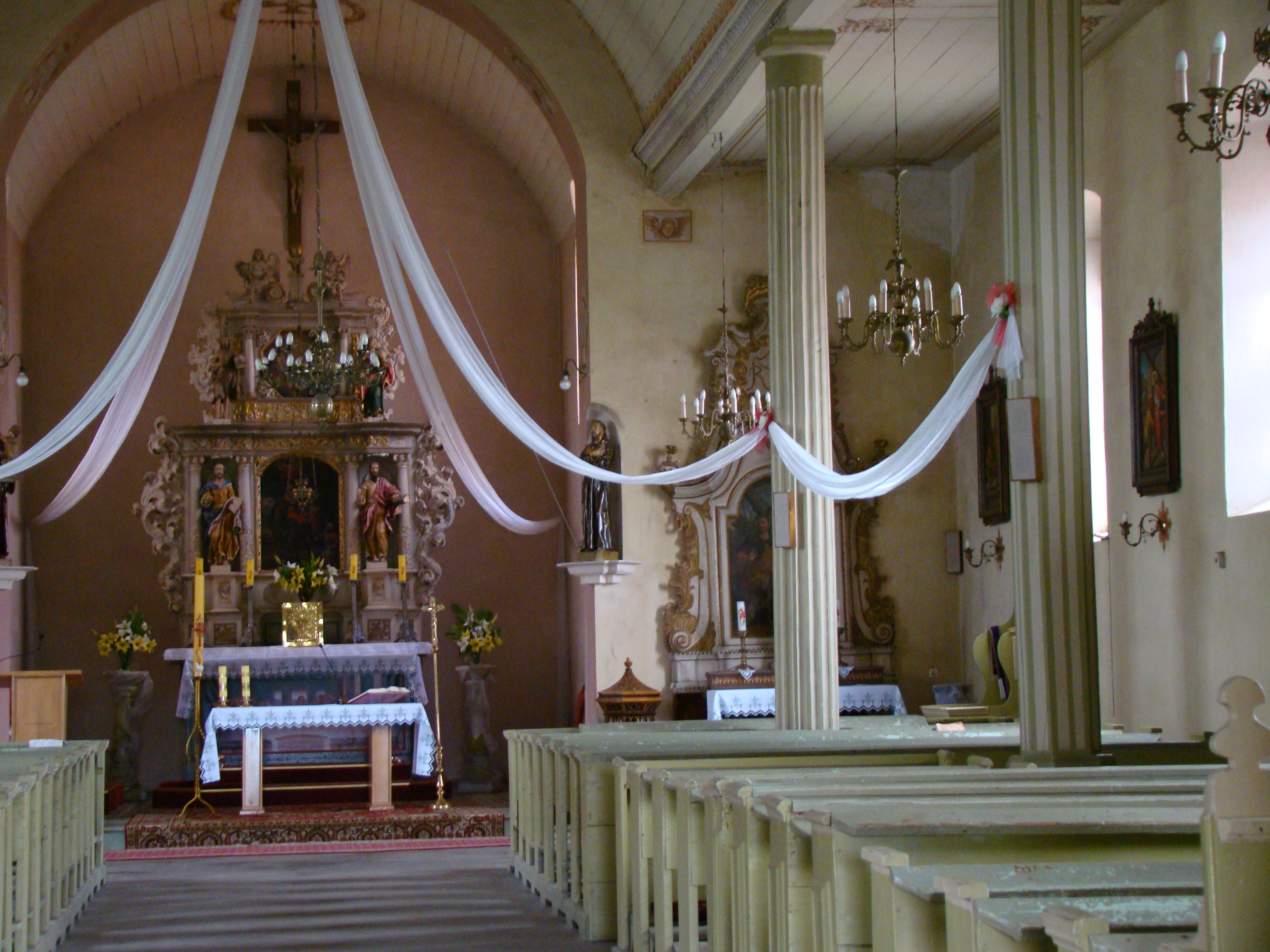
Jesionowo kościół-ołtarz

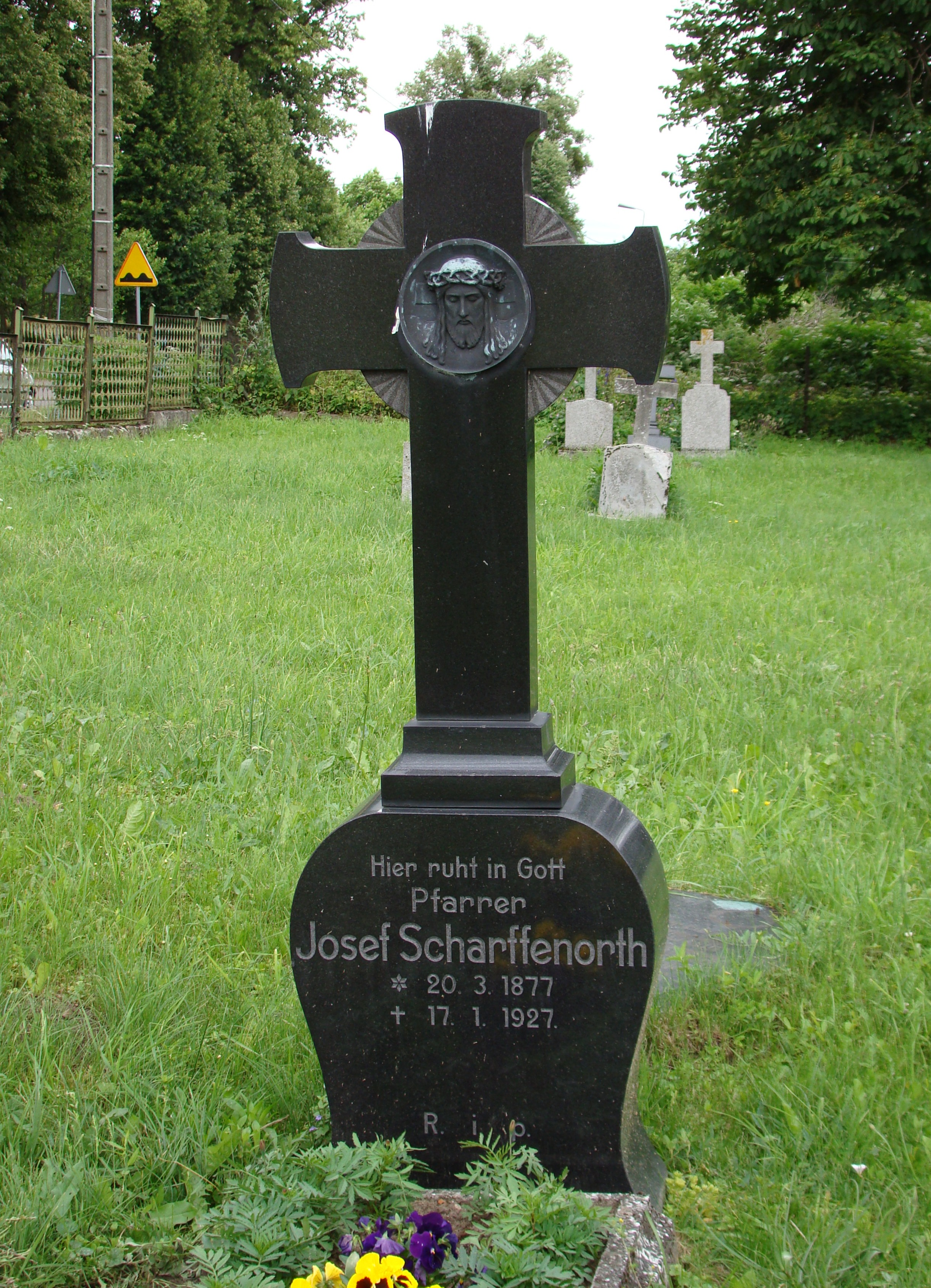
Jesionowo cmentarz przykościelny

Jesionowo (dawniej niem. Eschenau) – wieś w Polsce położona w województwie warmińsko-mazurskim, w powiecie olsztyńskim, w gminie Dobre Miasto. W latach 1975–1998 miejscowość należała administracyjnie do województwa olsztyńskiego. Wieś znajduje się w historycznym regionie Warmia.
We wsi znajduje się zabytkowy kościół oraz słupowa kapliczka z wnękami (kiedyś we wnękach znajdowały się rzeźby: Pietà i św. Antoni z Dzieciątkiem).

## Historia
Wieś wymieniana była w dokumentach już w 1366 r., lecz dokument lokacyjny pochodzi z 1382 r. Wystawił go biskup Henryk Sorbom. W 1402 roku Jesionowo zostało zakupione przez kapitułę kolegiacka w Dobrym Mieście. 
Pierwszy kościół, gotycki, wybudowano w XIV wieku. W czasie wojen polsko-krzyżackich z XV w. został zniszczony. W 1581 r. został odbudowany i w 1583 r. konsekrowany przez biskupa Marcina Kromera. Kościół filialny (parafia Frączki) pw. Świętych Marcina, Rocha i Walentego wybudowano w 1649 roku, w miejscu wcześniejszego, gotyckiego. Po rozbudowie o część wschodnią, kościół został konsekrowany 18 czerwca 1684 r. przez biskupa Michała Radziejowskiego. Nowe prezbiterium zbudowano w 1911 roku. Ołtarz główny, pięknie rzeźbiony, pochodzi z 1684 roku. W ołtarzu z dekoracja akantową znajdują się rzeźby św.św. Piotra i Pawła, Jana Chrzciciela i Jana Ewangelisty. W ołtarzu znajdują się także obrazy: Trójcy Świętej oraz św. Marcina. Nad ołtarzem umieszczony jest barokowy krzyż. Boczny ołtarz, rokokowy, pochodzi z 1781 r. Drugi boczny ołtarz został przeniesiony do kaplicy w Kabikiejmach. Chór kościelny - drewniany, w stylu klasycystycznym; prospekt organowy pochodzi z pierwszej połowy XIX w. Na wyposażeniu kościoła jest granitowa chrzcielnica oraz szafkowy zegar, wykonany przez Williama Smitha w Londynie. Oprawa zegara w stylu barokowo-klasycystycznym pochodzi z przełomu XVIII i XIX w.
W 1911 została przywrócona parafia.